# Carlos Infante
Carlos Jesús Infante Figueroa (Ciudad Nezahualcóyotl, 14 febbraio 1982) è un ex calciatore messicano, di ruolo difensore.

## Carriera
Infante ha fatto il suo debutto professionale in una partita contro il Club León il 25 febbraio 2001. La partita si è conclusa con un pareggio 1-1 tra América e León. Sebbene Infante fosse regolarmente utilizzato come sostituto, l'América lo ha prestato ai UANL Tigres prima della stagione Clausura 2004. Apparendo solo in 2 partite come sostituto quella stagione, Infante è stato nuovamente prestato, questa volta al CD Veracruz. Dopo un breve periodo lì, Infante è tornato al Club América, dove è rimasto fino a quando è stato ceduto al Necaxa per la stagione Clausura 2009. Ha giocato nella prima divisione messicana.

## Palmarès

### Club

#### Competizioni internazionali
- CONCACAF Giants Cup: 1

América: 2001
- CONCACAF Champions' Cup: 1

América: 2006

#### Competizioni nazionali
- Campionato messicano: 1

América: Verano 2002